# Субару импреза
Субару импреза или импреца (јап. スバル・インプレッサ, енгл. Subaru Impreza) аутомобил је ниже средње класе („ц” сегмента) компаније Субару. Производи се од 1992. године, а представљен је као замена за Субару леоне.
Импреза од свог представљања нуди седан верзију са четворо врата и петоро врата. Од 1995. до 2001. у понуди су биле купе и караван верзија који су замењени хечбек верзијом. Стандардне верзије су добиле четвороцилиндрични боксер мотор у верзијама од 1.5 до 2.5 литара. А модели импреза ВЕ-ЕР-ИКС (енгл. WRX) и ВЕ-ЕР-ИКС ЕС-ТИ-АЈ (енгл. WRX STI) су због унапређења перформанси имали мотор опремљен турбо-пуњачем.
Импреза је била велики ривал Мицубиши лансеру.
Субару је представио две верзије погона за импрезу: погон на предње точкове и погон на сва четири точка. Иако је погон на сва четири точка постао популарнији и више се продавао Субару је оставио у производњи и верзију са предњим погоном.

## Прва генерација (1992—2001)
Презентована први пут 22. октобра 1992. године. Импреза је почела да се продаје у новембру исте године у Јапану. За овај аутомобил коришћена је скраћена верзија платформа модела легаси.
Субару је одлучио да настави дугогодишњу употребу боксер мотора и у импрези. По правилу боскер мотор, због нижег тежишта у поређењу са линијским хоризонтално постављеним мотором, доприноси већој стабилности возила. Дизајн боксер мотора омогућава добро уравнотежење вибрација захваљујући уравнотежености мотора, јер се кретању сваког клипа у великој мери супротставља клип у цилиндру који је насупрот њега, елиминишући потребу за против-тегом на радилици. 

### Хронологија
- 01.1994. импреза ВЕ-ЕР-ИКС ЕС-ТИ-АЈ
- 06.1994. Прва победа на Светском шампионату у релију (енгл. World Rally Championship)
- 01.1995. импреза ретна
- 03.1998. имреза 22Б-СТИ верзија

## Друга генерација (2000—2007)
Субару је представио импрезу „новог доба“ (енгл. New Age) у Јапану у августу 2000. године. Нова импреза била је већа од претходне, лимузина је повећала своју ширину за 40 милиметара, док је караван неприметно продужен за само 5 милиметара. Стил изгледа каросерије из прве генерације потпуно је измењен, а оф-роуд пакет (енгл. off-road package) је садржао бранике другачије боје од каросерије. Као и раније, верзија која је била замишљена првенствено за америчко тржиште, добила је ознаку аутбек спорт (енгл. Outback Sport).

### Хронологија
- 10.2000. импреза ВЕ-ЕР-ИКС ЕС-ТИ-АЈ
- 01.2002. импреза спорт караван европског типа
- 12.2003. представљени су ВЕ-ЕР-ИКС ЕС-ТИ-АЈ и ВЕ-ЕР-ИКС В-лимитирана серија у част Светског шампионата у релију
- 07.2004. објављен специјални модел за Светски шампионат у релију у Јапану
- 01.2005. представљен модел „Ц203”
- 08.2005. је представљен специјалном израђен модел за Светски шампионат у релију „ВЕ-ЕР лимитирана серија 2005” (енгл. WR-Limited 2005)
- 01.2006. представљен модел „Ц204”

## Трећа генерација (2007–2014)
Субару је трећу генерацију своје импрезе представио у Њујорку 2. априла 2007. Субару је учествовао у 24-часовној трци у Нимбургрингу својим ВЕ-ЕР-ИКС ЕС-ТИ-АЈ моделом и поносно однео победу у СП3Т класи.

### Хронологија
- 04.2007. приказан нови модел на Интернационалном сајму аутомобила у Њујорку
- 10.2007. модел ВЕ-ЕР-ИКС је представљен
- 10.2008. импреза анесис
- 10.2010. Субару „С205”
- 06.2010. импреза XВ1
- 07.2010. ВЕ-ЕР-ИКС ЕС-ТИ-АЈ је избачен и у верзији са четворо врата
- 11.2011. Субару „С206”

## Четврта генерација (2011–2016)
Четврта генерација импрезе представљена је 2011. године на Њујоршком међународном сајму аутомобила. Тркачки аутомобил „Субару ВЕ-ЕР-ИКС ЕС-ТИ-АЈ НБР челинџ 2016” је победио на 24-часовној трци у Нимбургрингу у Немачкој. Ово је била четврта победа у СП3Т класи.

### Хронологија
- 11.2010. „Субару импреза концепт” је објављен на Сајму аутомобила у Лос Анђелесу
- 04.2011. нова импреза је представљена на Међународном сајму аутомобила у Њујорку
- 03.2013. представљен је „ВЕ-ЕР-ИКС концепт” на Међународном сајму аутомобила у Њујорку

## Пета генерација (2016)
Субару је на међународном сајму аутомобила у Њујорку у марту 2016. представио пету генерацију импрезе. По први пут је коришћена потпуно нова Субару глобал платформа, која је значајно побољшала чврстоћу каросерије. Субару је почео да производи импрезу и у САД, у Индијани. Боксер мотор од 2,0 литaра је толико измењен да чак можемо да га назовемо и новим, а развија и до 113 kW тј. 152 КС.

## Мотоспорт
Импреза је била успешнија у релијима од Субаруових претходних такмичарских модела. Пре увођења импрезе у трке Светског рели шампионата 1993. године, Субаруов рели тим користио је свој легаси који је био аутомобил средње величине. Међутим, како су се у такмичењу све више тражила мања возила са лакшим шасијама, Субару је представио мању импрезу, одмах се домогавши подијума на свом дебитантском наступу на релију у Финској 1994. године. Да би убрзао развијање импрезе, Субару се удружио с британском компанијом Продрајв (енгл. Prodrive), још 1989. године.
Импреза је Субаруу донела три узастопне титуле конструктора у Светском шампионату у релију (енгл. World Rally Championship) (од 1995. до 1997.) и титулу најбољег возача за Колина Мекреа 1995, Ричарда Бурнса 2001. и Норвежанина Питера Солберга 2003. године.